# Tetrameranthus umbellatus
Tetrameranthus umbellatus là loài thực vật có hoa thuộc họ Na. Loài này được Westra miêu tả khoa học đầu tiên năm 1985.